# Diecezja Springfield w Massachusetts
Diecezja Springfield, Massachusetts (łac. Dioecesis Campifontis, ang. Diocese of Springfield in Massachusetts) – rzymskokatolicka diecezja ze stolicą w Springfield, w stanie Massachusetts, w regionie Nowa Anglia, Stany Zjednoczone.
Obejmuje hrabstwa Berkshire, Franklin, Hampshire i Hampden w stanie Massachusetts.

## Historia
Diecezja Springfield w Massachusetts kanonicznie wzniesiona została 14 czerwca 1870 przez papieża Piusa IX.

Jej terytorium zostało wydzielone z dzisiejszej archidiecezji Boston.

### Poprzedni ordynariusze
- Patrick T. O’Reilly (1870–1892)
- Thomas D. Beaven (1892–1920)
- Thomas M. O’Leary (1921–1949)
- Christopher J. Weldon (1950–1977)
- Joseph Maguire (1977–1992)
- John A. Marshall (1992–1994)
- Thomas Dupré (1995–2004)
- Timothy McDonnell (2004–2014)
- Mitchell Rozanski (2014–2020)
- William Byrne (od 2020)

## Parafie
- parafia św. Stanisława Kostki w Adams
- parafia św. Antoniego z Padwy w Chicopee
- parafia św. Stanisława Biskupa i Męczennika w Chicopee
- parafia św. Stanisława Biskupa i Męczennika w South Deerfield
- parafia Najświętszego Serca Pana Jezusa w Easthampton
- parafia Najświętszego Serca Pana Jezusa w Greenfield
- parafia Różańca Świętego w Hadley
- parafia Trójcy Świętej w Hatfield
- parafia Matki Bożej Bolesnej w Holyoke
- parafia Wszystkich Świętych w Housatonic
- parafia Niepokalanego Poczęcia Najświętszej Maryi Panny w Indian Orchard
- parafia Chrystusa Króla w Ludlow
- parafia św. Jana Kantego w Northampton
- parafia Świętej Rodziny w Pittsfield
- parafia Matki Bożej Różańcowej w Springfield
- parafia Niepokalanego Poczęcia Najświętszej Maryi Panny w Springfield
- parafia Miłosierdzia Bożego w Three Rivers
- parafia Świętych Apostołów Piotra i Pawła w Three Rivers
- parafia Matki Boskiej Częstochowskiej w Turners Falls
- parafia św. Marii w Ware
- parafia Trójcy Świętej w Westfield

## Szkoły średnie
- Cathedral High School, Springfield
- Catholic High School, Chicopee
- Saint Mary High School, Westfield
- St. Joseph Central High School, Pittsfield